# Robert Nelson (biolog)
Robert "Rob" Nelson (född 13 augusti 1979, Denver, Colorado, USA) är en amerikansk biolog, dokumentärfilmare och TV-personlighet.
Han är en regelbunden bidragsgivare till Science Channel-dokumentärserien What on Earth?. Från och med 2017 var han värd och deltagande forskare för Science Channel-dokumentärserien Secrets of the Underground, vars mål var att undersöka långvariga legendariska mysterier som ligger under ytorna på gator, byggnader, jord, salt och sötvatten, etc. Nelson var också värd för Animal Planet-serien, Life After Chernobyl 2015.
Han har en Bachelor of Science i biologi och marinbiologi från University of Miami, en Master of Science från University of Hawaiʻi i Manoa och en Master of Fine Arts från Montana State University.
Han vann en Emmy Award 2014 för sitt arbete med Mysteries of the Driftless, en dokumentärfilm om Driftless Area, en region i Mellanvästra USA, som aldrig täcktes av glaciärer under den senaste istiden. Han filmade senare en uppföljare av Mysteries of the Driftless 2018 som heter Decoding the Driftless.
Nelsons nuvarande arbete inkluderar att vara regissör för Untamed Science där han är värd för en YouTube-show med samma namn. Hans show har ett nära samarbete med North Carolina Zoo för att hjälpa till att berätta otaliga djurhistorier.